# Antichloris viridis
Antichloris viridis, soms bananenvlinder genoemd, is een vlinder uit de familie van spinneruilen (Erebidae), onderfamilie  beervlinders (Arctiinae).
De soort komt oorspronkelijk voor in het Neotropisch gebied, maar is als adventief op vele andere plaatsen in de wereld geïntroduceerd. De dieren komen mee met geïmporteerd fruit, met name bananen. Ook in Nederland is de soort enkele keren waargenomen.